# Epiblema dorsisuffusana
Epiblema dorsisuffusana es una especie de polilla del género Epiblema, familia Tortricidae. Fue descrita científicamente por Kearfott en 1908.
Envergadura 17.5 a 24 mm. Se encuentra en los Estados Unidos desde Illinois a Maine y hacia el sur hasta Florida.